# تشارلز إف. ويفر
تشارلز إف. ويفر هو سياسي أمريكي، ولد في 1858، وتوفي في 21 أكتوبر 1932 في أشلاند في الولايات المتحدة. نشط حزبياً في الحزب الجمهوري. وقد انتخب عضو مجلس نواب كنتاكي ‏ وانتخب عمدة أشلاند, كنتاكي ‏ (4 يناير 1927 – 1928).